# Alphonsea stenogyna
Alphonsea stenogyna är en kirimojaväxtart som först beskrevs av Friedrich Ludwig Diels och som fick sitt nu gällande namn av James Sinclair.
Alphonsea stenogyna ingår i släktet Alphonsea och familjen kirimojaväxter. Inga underarter finns listade i Catalogue of Life.